# Takashi Kano
Takashi Kano (Prefectura de Tòquio, Japó, 31 d'octubre de 1920 - 4 de juny de 2000) fou un futbolista japonès que va disputar set partits amb la selecció japonesa.